# Rock Springs (Wyoming)
Rock Springs – miasto w hrabstwie Sweetwater, w stanie Wyoming, w Stanach Zjednoczonych. W 2010 roku miasto liczyło 23 036 mieszkańców.

## Miasta partnerskie
- Green River